# Nguyễn Thị Hương (vận động viên canoeing)
Nguyễn Thị Hương (sinh năm 2001) là vận động viên đua thuyền người Việt Nam. Cô từng giành 8 huy chương vàng tại các kì Đại hội thể thao Đông Nam Á và tham dự Thế vận hội Mùa hè 2024.

## Tiểu sử và sự nghiệp
Nguyễn Thị Hương sinh năm 2001, quê ở xã Đôn Nhân, huyện Sông Lô, tỉnh Vĩnh Phúc. Cô từng là thành viên đội đẩy gậy của trường Trung học cơ sở và giành Huy chương vàng Hội khỏe Phù Đổng tỉnh vào năm 14 tuổi.
Nhận thấy tố chất thể thao, huấn luyện viên của Trung tâm Huấn luyện và thi đấu thể dục thể thao Vĩnh Phúc đã thuyết phục được gia đình để Hương lên thành phố luyện tập môn vật tự do. Một năm rưỡi sau, Vĩnh Phúc giải thể đội vật và cô cùng huấn luyện viên Nguyễn Việt Phương chuyển sang môn đua thuyền. Với chiều cao chỉ 1,51 m, Hương là vận động viên đua thuyền có chiều cao thấp nhất Việt Nam. Cô mất một năm để tập bơi, tập chèo trên cạn, tập đứng vững trên mặt nước và thêm một năm nữa để học cách điều khiển thuyền.
Nguyễn Thị Hương được triệu tập lên đội tuyển quốc gia vào năm 2019 và giành một huy chương vàng cá nhân tại giải trẻ Đông Nam Á được tổ chức cùng năm. Tại Đại hội Thể thao Đông Nam Á 2021 (diễn ra vào năm 2022), cô giành 3 huy chương vàng cá nhân các nội dung nữ 200m, 500m và 1.000m thuyền C1 cùng 2 huy chương vàng đồng đội. Đây là thành tích cao nhất mà vận động viên đua thuyền Việt Nam từng có ở một kỳ SEA Games. Do canoeing không được thi đấu tại Đại hội Thể thao Đông Nam Á 2023, cô tham gia đội đua thuyền truyền thống và giành 3 huy chương vàng đồng đội.
Ngày 21 tháng 4 năm 2024, Nguyễn Thị Hương tham dự giải vô địch châu Á với 2 nội dung C-1 200 mét và C-2 500 mét, giành 2 huy chương bạc và giành suất dự Thế vận hội Mùa hè 2024 nội dung thuyền đơn C-1 200 mét nữ, trở thành vận động viên đầu tiên giành được suất chính thức dự Thế vận hội ở bộ môn đua thuyền canoeing. Nội dung thi đấu này được báo Thanh niên đánh giá là "quá sức với thể thao nước nhà" và cô đã dừng bước ở vòng tứ kết. Ngoài ra, cô giành ba huy chương vàng và 1 huy chương bạc giải U-23 châu Á 2024.
Ngày 31 tháng 12 năm 2024, Nguyễn Thị Hương viết đơn xin nghỉ tập ở Vĩnh Phúc vì chưa nhận được tiền thưởng huy chương các giải trong nước trong 3 năm và tiền hỗ trợ dinh dưỡng của năm 2024. Cô tiếp tục tập luyện ở đội tuyển đua thuyền quốc gia tại Hải Phòng.

## Vinh danh
- Huân chương Lao động hạng Nhì (2022)[5]
- Gương mặt trẻ ấn tượng lĩnh vực Thể thao - Ấn tượng VTV 2024[14]
- VĐV trẻ của năm - Cúp Chiến thắng 2024[15]